# Stade Marcel-Saupin
Le stade Marcel-Saupin est une enceinte sportive de la ville de Nantes (Loire-Atlantique). Inauguré en 1937 sous le nom de stade Malakoff, il est d'abord essentiellement consacré au rugby (SNUC), puis devient le stade du FC Nantes au lendemain de la guerre et jusqu'au déménagement des Canaris vers le stade de la Beaujoire en 1984.
Il accueille aujourd'hui l'équipe féminine du FC Nantes ainsi que la réserve masculine et les catégories jeunes U17 et U19.

## Historique
En 1935, Auguste Pageot devient maire de la ville de Nantes. Il a dans ses projets le réaménagement du Champ de Mars et la création du futur palais du Champ de Mars. Pour remplacer le stade qui s'y trouvait, la municipalité choisit le quartier voisin de Malakoff, en particulier sur un grand terrain récupéré sur le fleuve grâce au comblement récent de la Loire. Le chantier est confié à l'architecte nantais Camille Robida. Le stade sera constitué de deux tribunes pouvant accueillir un peu plus de 2 000 spectateurs assis.
Le chantier qui débute en 1937 est mené par l'entreprise de BTP de Jean Le Guillou qui sera avec Marcel Saupin, l'instigateur de la création du Football Club de Nantes en 1943 qu'il présidera. Il est d'abord destiné à accueillir les matchs de rugby du Stade nantais université club (SNUC) avant que celui-ci n'aille jouer au stade Pascal-Laporte au lendemain de la Seconde Guerre mondiale.
Durant l'occupation, la pelouse qui est utilisée comme parc automobile par la Wehrmacht, subit les bombardements meurtriers des 16 et 23 septembre 1943. Le stade est rouvert le 15 octobre 1944, mais les compétitions sont suspendues : le FCN qui avait obtenu l'autorisation d'y jouer avant la guerre, ne s'y installe donc réellement qu'en septembre 1945, pour ses débuts en D2.
Le 1er novembre 1954 le stade bat son record d'affluence de l'époque (13 500 spectateurs) pour un match de la première Coupe du monde de rugby à XIII qui voit la France l'emporter sur l'Australie.
L'enceinte compte alors 14 000 places seulement dont 1 200 assises. Profitant de la promotion en D1 du FC Nantes, elle est rénovée et agrandie en 1955 afin de porter la capacité à 20 000 places. Le stade n'est pas équipé, à ses débuts, d'un système d'éclairage pour les matchs en nocturne, puisque celui-ci ne sera installé qu'en septembre 1957.

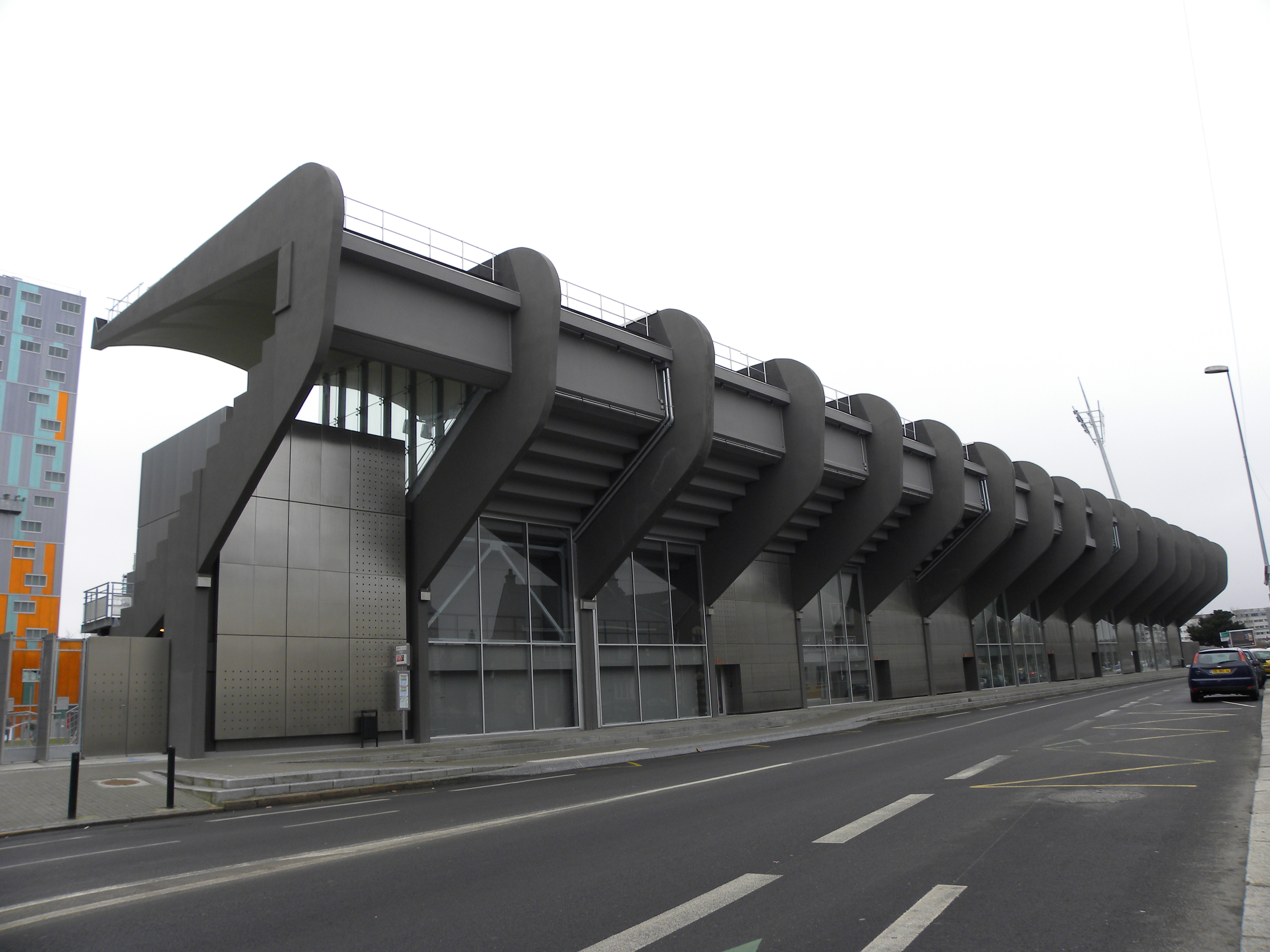
Vue extérieure de la tribune Nord réhabilitée.

Rénové au début des années 1960, le stade qui compte alors 25 000 places, est rebaptisé en mai 1965 « stade Marcel-Saupin » en hommage au président et membre fondateur du FC Nantes, décédé plus de deux ans auparavant ; le changement de nom a lieu malgré des liens avérés de ce dernier (et de Jean Le Guillou) avec les milieux collaborationnistes durant l'occupation. En 1969, l'enceinte est de nouveau refaite à neuf et voit sa capacité portée à 33 000 places. L'emplacement peu favorable du stade, coincé entre la Loire et un dense tissu urbain, limitera son agrandissement à 29 500 places dans les années 1970 en dépit de la popularité croissante du club.
Pendant plus de vingt ans, « Saupin » est l'un des lieux mythiques du football français au rythme des succès du FC Nantes. Des feux d'artifice des Gondet et Simon aux chocs Nantes-Saint-Étienne pour le titre, en passant par les âpres derbies de l'Atlantique face au vieux rival bordelais, les Canaris y écrivent les plus glorieux chapitres de leur histoire avec six titres de champion de France, une première Coupe de France, et une demi-finale européenne en 1980. L'équipe de France s'y produit aussi plusieurs fois au début des années 1970 avant que son regain de popularité lié à ses bons résultats ne la conduise à jouer la plupart de ses matches à Paris.
Après un dernier titre en 1983, le FCN fait ses adieux à Saupin le 28 avril 1984 pour emménager à la Beaujoire, stade moderne construit pour l'Euro 84 organisé par la France. Saupin devient alors le stade de la réserve nantaise.
Dans le cadre du grand projet de ville de Malakoff-Pré Gauchet, le stade est en grande partie démoli en août 2006. Seule la tribune Nord, qui porte désormais le nom d'Oscar Muller, et la pelouse sont conservées afin de pouvoir continuer d'accueillir l'équipe réserve du FC Nantes, le reste de l'emprise étant destiné à héberger la Maison des sciences de l'homme et l'Institut d'études avancées, une résidence de tourisme, un restaurant et des bureaux. Ces nouveaux bâtiments sont l’œuvre des architectes Jacques Ferrier, Philippe Gazeau, Louis Paillard tandis que la rénovation de la tribune a été conduite par de l'agence Quadra Architectes,.
Le 10 octobre 2009, l'équipe du FC Nantes de CFA2 reçoit le FC Blois pour la première rencontre dans le nouveau stade Marcel-Saupin devant 760 spectateurs et s'impose 1 à 0.
Le 25 avril 2011, l'association « À la Nantaise » y organise un match de gala au profit de la lutte contre la leucémie. Les spectateurs auront eu l'occasion de retrouver sur le terrain le temps d'un après-midi d'anciens canaris, qui quelques années auparavant, foulaient cette pelouse en tant que joueurs.
De juin à octobre 2020, la pelouse datant de 2009 est remplacée par une nouvelle pelouse hybride composée de fibres synthétiques renforçant le gazon naturel, pour un budget de 1,3 million d'euros. Elle doit permettre au stade Marcel-Saupin de mieux résister aux intempéries et surtout d'accueillir l'équipe féminine du FC Nantes au même titre que ses collègues masculins (équipe réserve et catégories jeunes U17 et U19). En effet, deux matches par semaine, le samedi et le dimanche, peuvent désormais se jouer toute l'année.
En 2023, le groupe immobilier Giboire envisage de construire sur le côté Ouest du stade non encore construit, une piscine nordique de plein air constituée d'un bassin de 50 mètres, au sein d'un projet immobilier de 85 logements et de 680 m2 de locaux tertiaires.
Cependant, ce projet fait l'objet d'une forte contestation des nantais qui est qualifié de projet fou. Une association intitulée Les amis de la confluence Erdre - Loire a été créée ainsi qu'un blog qui entend faire connaitre sa voix. Cette association se réclame de citoyens nantais attachés à préserver et faire prospérer les atouts des quartiers à la confluence de l'Erdre. Elle souhaite vivre et habiter la ville dans le respect de son environnement, de son patrimoine architectural et culturel en considération des habitants et de leurs aspirations.

## Évolutions de la capacité
1954-1955 : 13 500 places.
Été 1955 : construction de la nouvelle Tribune Ouest.
1957-1958 : 16 000 places (dont 5 500 assises et 10 500 debout).

## Utilisation

### Concerts
30 juin 1984 : Bob Dylan, Joan Baez et Carlos Santana (1984 European Tour).

### Football

#### Matchs internationaux
| Date             | Compétition                          | Équipe 1 | Équipe 2 | Score | Affluence |
| ---------------- | ------------------------------------ | -------- | -------- | ----- | --------- |
| 2 juin 1957      | Coupe du monde 1958 (Qualifications) | France   | Islande  | 8 - 0 | 15 080    |
| 28 octobre 1967  | Euro 1968 (Qualifications)           | France   | Belgique | 1 - 1 | 14 591    |
| 10 novembre 1971 | Euro 1972 (Qualifications)           | France   | Bulgarie | 2 - 1 | 9 405     |
| 3 septembre 1975 | Euro 1976 (Qualifications)           | France   | Islande  | 3 - 0 | 20 000    |

## Accès
Le site est accessible par les transports en commun de l'agglomération nantaise :
- Terminus ligne de bus   54 , arrêt Saupin.